# ダービー (パチンコ)
ダービーは、1989年1月、京楽産業.が開発、発売した競馬をモチーフとしたデジパチ。またはその後継機シリーズ。同社のデジパチとしては、シンプルなゲーム性が支持を受け、ヒット作となる。

## 特徴
- 旧要件機、おまけチャッカー入賞による出玉増加タイプ。
- 大当たり後の保留玉連チャンもなければ、確率も標準的なものだった。ただし出玉はオマケタイプのため、店は1200～3500個ぐらいまで幅広く調整できた。
- メトロノームによる大当たり直撃もできない。
- 当時の『パチンコ必勝ガイド』にて、デモタイトル画面から打ち出すと大当たりし易いという、いわゆるオカルト攻略法が掲載されたことがある。直近過去最新の通常遊戯からデモに戻るまで3分間待つことからこの打法は『ボンカレー打法』と呼ばれた。

（これは、当時他誌（双葉社のパチンコ攻略マガジン）がいい加減なオカルト記事ばかりを並べて雑誌を作る風習があった中で、それを嫌った必勝ガイドがあえてこの手のものに感化された読者の投稿を真剣に検証してみようという試みがあった。こういった地道な活動の結果、現在の完全確率収束論が定着してゆくことになる。）

## スペック
- 『ダービー』
  - 大当り確率 1/225
  - 賞球 7&13 10R10C

## 演出
特になし。